# BandLab
BandLab es una herramienta de estación de trabajo de audio digital (DAW) en línea freemium de BandLab Technologies con funciones de redes sociales y funciones de distribución para crear música de forma colaborativa, compartirla y venderla. También se puede utilizar de forma no colaborativa. Funciona en muchas plataformas diferentes dentro de un navegador web o con una aplicación independiente, disponible para teléfonos iOS y Android. En enero de 2023, BandLab tenía 60 millones de creadores.

## Características
BandLab es una aplicación de producción musical de nivel básico para crear canciones de varios géneros.
- Presets de efectos para audios y voces que permiten a los usuarios cambiar los sonidos de las voces y otros sonidos de pistas de audio, por ejemplo, sonidos de bajo de los años 70 (aparece como "tono de los 70" o "70s tone" en inglés) o voces con autotune con sonido robótico y otros sonidos específicos de ciertos género. Los ajustes preestablecidos cargan y editan los efectos gratuitos que vienen en BandLab, configurándolos con ajustes específicos para lograr el sonido elegido.[6][7][8]

- BandLab viene con una corrección de pitch vocal gratuita, una caja de ritmos gratuita, un sampler, sintetizadores, simuladores de amplificadores de guitarra, presets de efectos de reverberación, etc. Los presets de BandLab utilizan efectos a los que todos pueden acceder de forma gratuita.[9]

- Masterización gratuita de mezclas con elección de sonido, como ruido de cinta (tape).

- Alojamiento gratuito de creaciones musicales, similar a Soundcloud .

- Muestras o samples libres de regalías

## Historia
En 2016, BandLab adquirió la compañía musical Composr y la convirtió en la plataforma BandLab, al mismo tiempo que transfirió personal a BandLab. En 2022, Mix Online informó que el DAW (Por sus siglas en inglés: Estación de trabajo digital) BandLab había recaudado $65 millones en fondos para expandirse.
La plataforma BandLab patrocinó los premios NME 2022, que se denominaron “The BandLab NME Awards 2022”. En 2023, Luh Tyler le reveló a Rolling Stone que la canción “Back Flippin'” fue grabada y hecha en BandLab.  En enero de 2024, d4vd concedió una entrevista a Rolling Stone, en la que reveló que sus primeras canciones se hicieron en BandLab. 

## Formatos de archivos e interfaces compatibles
| El estudio web de BandLab admite archivos MIDI, mp3, mp4, wav, aac, m4a y ogg.          | BandLab en iOS admite archivos MIDI, mp3, m4a y wav. | BandLab en Android admite archivos MIDI, mp3 de 16/24 bits y wav de 16 bits. |
| Exportar                                                                                |                                                      |                                                                              |
| El Web Studio de BandLab admite archivos MIDI, mp3 de 128/192/320 kbps y wav de 16 bits | BandLab en iOS y Android admite archivos m4a         |                                                                              |
| Interfaces                                                                              |                                                      |                                                                              |
| USB, conector Lightning, conector de micrófono, conector de entrada de línea            |                                                      |                                                                              |

## Artistas que nacieron de BandLab
Muchas personas han utilizado BandLab, incluidos raperos, músicos y otros artistas.
- Luh Tyler: un rapero de 17 años de Florida que hizo éxitos virales en BandLab. Ahora tiene contrato con Atlantic Records[13]
- Steve Lacy: un artista ganador de un Grammy que ha escrito y producido canciones para artistas importantes.[13]
- Josh Pearlson: Un guitarrista de Ciudad del Cabo que fue descubierto en BandLab.[14]
- Rieneke: Una vocalista de los Países Bajos que prestó su voz para una idea de guitarra en BandLab.[14]
- Marcin Masecki : un músico polaco que agregó una idea de canción a una posible colección de colaboraciones en BandLab.[14]
- Cl4pers: Un rapero de Fort Worth, Texas. Hizo furor con su canción "Want Me!" y todavía no tiene sello discográfico.[15]
- D4vd : El artista nacido en Queens y criado en Houston pasó gran parte de su juventud obsesionado con los deportes electrónicos y los juegos en línea, tanto que su primera pasión eventualmente lo llevó a su floreciente carrera musical.[16]

## Requisitos mínimos del sistema

### Teléfonos móviles
- Android 3.0 o superior
- iOS 14 o superior

### Versión web disponible paranavegadores
- Versión del navegador: una computadora que pueda ejecutar la última versión de Microsoft Edge, Google Chrome, Mozilla Firefox o cualquier navegador basado en Chromium .
- Se necesita una conexión a Internet para sincronizar en BandLab.